# Talkradio
Talkradio (englisch talk radio) ist ein Hörfunkformat mit einem sehr hohen Wortanteil. Die Inhalte bestehen meistens aus Nachrichten oder aus Gesprächen über politische und gesellschaftliche Themen oder Lebenshilfe. In der Regel finden direkt übertragene Gespräche mit Studiogästen oder anrufenden Zuhörern statt, wobei in letzterem Fall auch von Call-in-Sendungen gesprochen wird.

## Geschichte
In den 1950er Jahren übertrugen bereits zahlreiche US-Radiosender vereinzelte Gesprächssendungen, bevor 1960 in St. Louis mit KMOW erstmals ein Sender entstand, in dem solche Sendungen einen überwiegenden Anteil einnahmen. Unter dem Namen „Conversation“ startete 1961 beim Sender KABC das erste reine Talkradio in Kalifornien. In den Folgejahren entstanden mehrere Talkradios, da für sie im Gegensatz zu Musikformaten keine Stereoqualität nötig schien und sich somit auch Mittelwellensender für die Übertragung eigneten.
In Anbetracht ihrer Abhängigkeit von Werbeeinnahmen erwies es sich als Problem der Talkradios, dass ihre Hörergemeinde nur langsam wuchs. Während Musiksender kaum Anlaufzeit benötigten, erreichten Talkradios zufriedenstellende Einschaltquoten erst nach einigen Jahren. Als vollkommen unrentabel stellten sich zunächst solche Formate heraus, die sich mit aktuellen politischen und gesellschaftlichen Geschehnissen beschäftigten, da sie ein relativ kostspieliges Redaktionswesen beschäftigen mussten. Um dennoch wirtschaftlich arbeiten zu können, schlossen sich einige Sender zu Netzwerken zusammen. Von diesen konnten schließlich kleinere lokale Sender Programmteile übernehmen.
Von diesen Zusammenschlüssen profitierte insbesondere die Talksendung „Night Call“, die zu einem der bekanntesten Markenzeichen wurde. „Night Call“ wurde ab 1968 über ein Netzwerk von 85 Sendern verbreitet. Mitgestaltet von der Methodistenkirche, behandelte diese Sendung neben Themen wie Sexualität und Lebensart gezielt Probleme zwischen Weißen und Farbigen, um bessere Verständigung zu erreichen.

## Verbreitung
Das Format Talkradio ist in den USA deutlich populärer als in Europa. In vielen US-Märkten sind die Sender im Format Talkradio örtliche Marktführer. Angeboten werden auch zahlreiche Unterformate, von kontroversen politischen Themen bis hin zur psychologischen Lebensberatung. Bekannte Radio-Talkmaster sind Fox News Channel host Sean Hannity, dessen tägliche Sendung von Premiere Networks syndikated wird. Er löste Rush Limbaugh als Nummer 1 der US-TalkRadio-Moderatoren nach dessen Tod 2021 ab. 2024 waren auch Dave Ramsey (Ramsey Solutions), Mark Levin (Westwood One), Brian Kilmeade (Fox News Radio), Joe Madison (SiriusXM), Dana Loesch (Radio America), Mike Gallagher (Salem Radio Network), Thom Hartmann (WYD Media), Michael Berry (KTRH Houston) und Joe Pagliarulo (Compass Media Network) bekannte politische Hosts.
Die in den US-Talkradios behandelten Themen sind sehr vielfältig. Bei einigen Sendern nimmt dies etwa folgende Gestalt an: vor- und nachmittags unterhalten sich Talkjockeys und Anrufer über Politik (teils mit kommunalem Bezug) sowie über medizinische und psychologische, seltener auch über technische Themen. Abends geht es dann vor allem um Klatsch, und je mehr es Nacht wird, desto eindringlicher wird das Talkradio auch zur Besprechung von Beziehungsproblemen oder gar zur sexuellen Kontaktanbahnung genutzt. Am Wochenende dominieren Freizeitthemen wie Auto, Garten, Tiere und Sport. Gastgeber sind meist lokale Moderatoren, auf Netzwerkebene jedoch oftmals auch Experten wie Mediziner, Psychologen oder Finanzberater. Tendenziell senden Talkradios auch längere Nachrichten. Vereinzelt kommt es auch vor, dass Talkradios einzelne Musiktitel spielen, beispielsweise um den Moderatoren eine kurze „Atempause“ zu gönnen oder wenn dies inhaltlich geboten ist.
In Deutschland hat sich dieses Format nur teilweise durchgesetzt. So gibt es mehrere Radiosender, die das Subformat All News verwenden, beispielsweise MDR aktuell oder BR24. Diese Sender haben aber in der Regel keine Hörerbeteiligung oder Gesprächsrunden, sondern senden rund um die Uhr nur Nachrichten. Dafür gibt es aber bei anderen Sendern vereinzelte Sendungen, die das Talkradio-Format haben. So sendet der Deutschlandfunk zahlreiche Sendungen, die als Talkradio klassifiziert werden können. Vom 3. April 1995 bis 17. Dezember 2016 dienstags bis samstags 01:00 Uhr bis 02:00 Uhr wurde auf 1LIVE sowie später im WDR Fernsehen die Talkradiosendung Domian mit dessen Moderator Jürgen Domian ausgestrahlt, welche sich bei jüngeren Zuhörern großer Beliebtheit erfreute. Diese Sendung wurde entweder offen oder mit vorgegebenem Thema gestaltet, zu welchem die Zuhörer Erfahrungen berichten, Probleme schildern oder Fragen stellen konnten.
Als Grund für die insgesamt geringe Etablierung von Talkradios in Deutschland wird die im Vergleich zu den USA eher flüchtigere Hörermentalität genannt: Hörer sind es weniger gewohnt, sich an Sendungen zu beteiligen. Auch ist der personelle Aufwand deutlich größer als bei Programmen mit hohem Musikanteil. Zuletzt erreichten Talkradio-Projekte in Deutschland oft keine gute Einschaltquote.
In Österreich strahlt der Sender Österreich 1 verschiedene regelmäßige Sendungen mit hohem Wortanteil aus. Sendungen mit Hörerbeteiligung sind montags bis freitags 14:05 bis 14:40 Von Tag zu Tag sowie mittwochs bis freitags 0:08 bis 1:00 Nachtquartier.

## Anrufermotive
Es gibt zahlreiche Untersuchungen zu Motiven von Talkradio-Anrufern in den USA: Laut der Untersuchung von Turow (1974) wollten die Anrufer sozialer Isolation entkommen, sich mittels medialer Kommunikation mit anderen Menschen verbunden fühlen. Anderweitig gelinge es ihnen kaum, Zugehörigkeit zur Gesellschaft aufzubauen. Anrufer dieses Typus sind meist älter, ärmer, weniger mobil und sozial weniger integriert als der Durchschnitt der Bevölkerung. Dass oftmals Einsamkeit zugrunde liegt, bestätigen auch Bierig und Dimmick (1979), die Turows Ergebnisse mit einer noch größeren Stichprobe untermauern. Insbesondere der Anteil Verheirateter ist laut Dimnick unter Talkradio-Anrufern geringer als im Bevölkerungsdurchschnitt (nicht verheiratet zu sein, war in dieser Studie ein zentraler Indikator für Einsamkeit).
Auch bezogen auf die Sendung Domian existieren Untersuchungen zu Anrufermotiven. Bei einer Studie von Schweers (1995) gaben 23 Prozent der Probanden an, dass sie anderen Menschen durch ihren Beitrag helfen und Mut machen wollten. 18 Prozent suchten Hilfe durch konkreten Rat, und 16 Prozent meinten, dass sie etwas Wichtiges zu sagen hatten. 13 Prozent der Anrufer teilten ihre persönlichen Erlebnisse zu einem bestimmten Thema mit, zehn Prozent wollten ausprobieren, „wie das ist, in einer solchen Sendung mitzumachen“. Neun Prozent wollten einmal mit dem Menschen Jürgen Domian reden und sieben Prozent sich aussprechen. Eine weitere Studie von Krause (2006) unterscheidet zwischen ratsuchenden und mitteilungsbedürftigen Anrufern.

## Verfilmung
Nach dem Radioformat benannte Eric Bogosian ein Theaterstück über den Mord an einem Talkmaster; als Vorlage diente ein authentischer Fall. Oliver Stone verfilmte das Stück 1988 mit Bogosian in der Hauptrolle unter dem Titel Talk Radio.